# 春日萌花
春日 萌花（はるひ もえか-※生年非公開週刊プロレスより ）は、日本の女子プロレスラー、気象予報士、防災士、ラジオパーソナリティー、ナレーター。身長160cm、体重50kg。血液型A型　リヒテンシュタイン公国出身。本名と出身地は非公開。愛称「ハルヒー」。グランペール所属。

## 略歴
プロレスに出会ったのは高校3年生の時で、知り合いに試合観戦に誘われたのがきっかけ。
我闘姑娘時代は、プロレス専門誌のコスプレ企画などでも活躍し、写真集も発売されるなど色々と期待されていた。団体の広報も兼務しており、雑誌やラジオでの露出も多かった。練習生としてKAIENTAI DOJOに所属していたこともある。2007年1月の大会を最後に我闘姑娘が事実上の活動休止となり、自身も休業中だったが、2008年3月12日にプロレスリングWAVE・新木場1stRING大会で「団体専属」として復帰することになった。なお、専属のため、他団体参戦は行わない方針であったが、2011年のセンダイガールズプロレスリング参戦により事実上解禁となった。
また、プロレス活動の他にラジオ番組のパーソナリティーや声優、ナレーターを務めるほか、女流落語家としての顔を持つ。2014年にプロスポーツ選手では初の気象予報士試験に合格。2014年10月に気象予報士登録。
趣味はニュース番組のザッピングと新聞の切り抜き、アニメ鑑賞。春と秋に出演する文化放送の『A&G 超RADIO SHOW〜アニスパ!〜』では見たアニメはすべてノートに感想を記録していることを明かした。以来、そのノートは番組ではハルヒノートと呼ばれている。
2015年2月20日、ブログにて第四級アマチュア無線技士試験に合格したことを発表。その後、関東総合通信局から「JI1KEB」のコールサインを付与。無線局免許状が到着した4月29日、東京都下からCQを出し、都内の2局との交信に成功した。現在は第三級アマチュア無線技士の資格を取得。
2015年4月3日より、FM NACK5の金曜日深夜、5時間の生ワイド番組『FANTASY RADIO』のパーソナリティーとなる。ナレーターとしては、フジテレビの『奇跡体験!アンビリバボー』の動物スペシャルや、玩具メーカーのタカラトミーのCMなどを務める。
OSAKA女子プロレスでは、そっくりなお友達である「四天王寺萌子」がリングアナウンサーを務めている。2018年6月3日のWAVE札幌大会を最後にフリー宣言。
2020年9月12日、ガンバレ☆プロレス・板橋グリーンホール大会で勝崎周之助（勝村周一朗）、春見澤萌彦（春日萌花）、桜井鷲の「THE HALFEE」として 大家健＆今成夢人、ミス・モンゴル組を下し、GWC認定6人タッグ王座を戴冠。
FP☆S大食いキング決定戦において、制限時間30分でペヨング焼きそば・ペヤング焼きそば・ペヤングこってりラー油ガーリック焼きそばを完食。ペヤング獄激辛カレー焼きそばを時間いっぱいまで食べる大食いを発揮。
2021年7月10日、保健所から新型コロナウィルスの濃厚接触者に該当すると通知があり。以降14日間の隔離生活が始まる。
2022年4月26日、新型コロナウィルスに罹患。以後5月6日までホテル療養生活を送る。
2023年1月7日、インフルエンザA型に罹患。
2023年4月13日、ガンバレプロレス記者会見において6月20日に姉への生体腎提供（ドナー）手術を行うため、6月3日のガンプロ高島平区民館大会を最後に休業に入ることを発表。復帰時期は未定（医者から術後3か月はプロレス禁止の指示があり、以降は現段階と同じまでの体力に戻り次第となる。）
2023年4月27日　note開設。
2023年6月20日、生体腎提供（ドナー）手術において直前の血液検査で腎機能の数値に異常が見られたため手術を中止・延期する。
2023年9月19日、延期されていた生体腎提供（ドナー）手術を行う。
2024年7月15日、ガンプロ高島平区民館大会で復帰。試合後、マイクアピールで観客に対して「私はガンプロのこのリングでみんなの力になれると思いますか？私がいたらガンバレ☆プロレスもっと盛り上がると思いますか？」と問うたところ万雷の拍手がおくられ、これを受けて入団の意志を表明。翌7月16日、春日のガンプロ入団が正式に発表された。
2024年7月24日、新型コロナウィルスに罹患。7月28日まで自主隔離を行う。
2024年8月27日、NHK総合TV「おはよう日本」内で「姉に腎移植のプロレスラー復帰戦」が放送される。（首都圏では、7月18日「首都圏ネットワーク」で放送）

## 所属
- 我闘姑娘（2005年 - 2007年）
- プロレスリングWAVE（2008年 - 2018年）
- フリー（2018年 - 2024年7月）
- ガンバレ☆プロレス（2024年7月 - ）

## 経歴・戦歴
2005年
- 2月13日、東京・板橋グリーンホールにおいて、対高橋李佳戦でデビュー。
- 10月30日、東京・板橋グリーンホールにおいて、石井美紀と対戦。
- 11月5日、東京・板橋グリーンホールにおいて、さくらえみ、市井舞と組んで、井上京子、三田英津子、豊田真奈美組と対戦。

2006年
- 1月6日、東京・新木場1stRING（THE WOMAN）において、高橋李佳と対戦。敗れる。
- 1月8日、「格闘美〜MASSIVE〜」において、萌え萌え対決!?で風香に三角絞めで敗れるも、試合後の萌え判定で3-0で勝利する。
- 1月28日、「格闘美〜MASSIVE〜」において、風香と萌えタッグを組んでGAMIとの2対1のハンデマッチ戦を行う。最終的にGAMIが2人同時にフォール勝ち。風香をヨーロピアンクラッチにして、春日をノーザンライト・スープレックス・ホールド。
- 2月3日、新木場1stRING（THE WOMAN「萌えの中の萌えの中の萌え」）において、風香対春日萌花対優菜の3WAY戦。風香が勝利。
- 2月12日、東京・板橋グリーンホール「プロレス少女達の野望vol.1（アイアンマンヘビーメタル級選手権試合）」において、あいかと対戦。ジャーマン・スープレックスで58秒で。同大会、市井舞と組んで、さくらえみ、高橋李佳組と対戦。市井がさくらに敗れる。
- 3月5日、「格闘美〜MASSIVE〜」において、井上京子とボディスラムマッチで対戦。敗れる。
- 4月23日、「格闘美〜Future〜（League Princess公式戦）」において、チェリーと対戦。チェリトーンボムで敗れる。
- 5月4日、「格闘美〜Future〜（League Princess公式戦）昼」において、渋谷シュウと対戦。敗れる。同日、「格闘美〜Future〜（League Princess公式戦）夜」において、夏樹☆ヘッドと対戦。ダイビングヘッドで敗れる。
- 5月28日、「格闘美〜Future〜（League Princess公式戦）」において、バンビと対戦。シャイニング・ウィザードで敗れる。
- 5月29日、東京・品川中小企業センター（ホットリボン）において、優菜と対戦。
- 6月4日、新木場1stRING「プロレス少女達の野望vol.4」において、市井舞と対戦。本人とともにメイド服姿で登場した実姉がセコンドを務めた。
- 6月18日、「格闘美〜Future〜（League Princess公式戦）」において、中川ともかと対戦。変形鎌固めでギブアップ負け。
- 6月20日、東京・目黒・千本桜ホール（アイスリボン）において、伊藤薫と対戦。敗れる。
- 6月24日、「格闘美〜Future〜」において、市井舞、浦井百合と組んで、渋谷シュウ、中川ともか、チェリー組と対戦。チェリーのダブルクラインで敗れる。
- 7月2日、レディゴンまつりにおいて、NSP写真集イリミネーションマッチで、アップルみゆき、風香、優菜と組んで、渋谷シュウ、バンビ、市井舞、竹迫望美組と対戦。風香がハイキックで市井から勝利。
- 7月8日、東京・新木場1stRING「格闘美〜Festa〜」において、松尾永遠と組んで、仲村由佳、風香組と対戦。仲村の踵落としで敗れる。
- 7月30日、「我闘姑娘シーズン2 プロレス少女達の野望vol.5」において対さくらえみ戦をお嬢様クラッチでシングル初勝利。同興行のメイン試合は第3,4試合の勝者組対第5,6試合の勝者組のタッグマッチが行なわれる。零、春日萌花組対市井舞、希月あおい組戦において、お嬢様クラッチによって市井舞から勝利する。
- 8月20日、WRESTLE EXPO2006において、ボリショイプロデュース・お台場スペシャル・バトルロイヤルに出場。
- 8月27日、北海道・札幌テイセンホールにおいて、尾崎魔弓と対戦。裏拳withチェーンで敗れる。
- 9月24日、東京・新木場1stRINGにおいて、ひかりと対戦。ジャックナイフ固めで勝利。同大会、零、高橋李佳と組んで、さくらえみ、石井美紀、希月あおい組と対戦。零が希月のクロスアーム式原爆固めで敗れる。

2008年
- 3月12日、プロレスリングWAVE専属として初試合。植松寿絵と組んで日向あずみ、新関真由香組と対戦も日向の体固めに屈する。
- 8月30日、品川女子プロレスに特別参戦。
- 12月14日、栗原あゆみ復帰興行に植松寿絵と組んで風香、輝優優組と対戦も、輝の片エビ固めの前に敗れる。
- 12月30日、長与千種プロデュース興行「デビル雅美引退試合」の8人タッグ出場。

2009年
- 8月29日、「第2回大井フェスタ&第55回大井どんたく」にて渋谷シュウと初代アジアパシフィック女子王座を争い、アストロシザースで初代王座獲得。
- 10月11日、「RINGSTARS秋まつり」風香、アップルみゆきとの3WAY戦。
- 12月23日、大阪ミナミ ムーブ・オン アリーナにて大畠美咲と組み、紫雷美央&紫雷イオ組が持つTLW世界女子ヤングタッグ王座を奪取。

2011年
- 1月22日、センダイガールズプロレスリング初参戦で悲恋と対戦。これが（提供試合・プロモーター興行を除く）他団体参戦解禁となる。

2014年
- 10月6日、気象予報士試験に合格したことを発表[8]。

2015年
- 3月20日、FM NACK5で5時間の深夜ワイド番組FANTASY RADIOの放送開始を発表。

2016年
- 2月7日、1月よりタッグを組んでいる希月あおいとのタッグチームをSO ON FLOWERと発表。また長浜浩江とのハッピーポシェットとして3人でも活躍中。

2017年
- 3月5日、水波綾の持つRegina di WAVE王座に挑戦するも敗北。同タイトルマッチは水波からの逆指名で実現した。

2018年
- 6月3日の札幌大会を最後にレギュラー参戦を終了[9]。また、WAVE所属でも専属でもなかったとのこと[10]。
- 7月14日、ガンバレ☆プロレスに初参戦。以降定期参戦。

2019年
- 8月11日、PURE-J後楽園ホール大会において、デイリースポーツ認定女子タッグ選手権に真琴と組んで挑戦。16分14秒春日がウラカンラナでライディーン鋼を抑え込み第24代王者となる。（対戦相手はKAZUKI・ライディーン鋼）
- 8月18日、PURE-J板橋グリーンホール大会において、デイリースポーツ認定女子タッグ選手権。13分33秒真琴がデスバレーボムから片エビ固めでAKARIを抑え込み初防衛。（対戦相手は米山香織・AKARI）
- 9月29日、PURE-J浅草花やしき大会において、デイリースポーツ認定女子タッグ選手権。18分12秒春日が逆打ち式丸め込みでLeonを抑え込み２度目の防衛。（対戦相手はLeon・高瀬みゆき）
- 12月29日、PURE-J浅草花やしき大会において、PURE-J認定無差別級選手権。15分18秒中森華子の鎮魂歌ドライバーで敗れる。（中森は5度目の防衛）

2020年
- 1月23日、ガンバレ☆プロレス東京・ARENA下北沢大会において、勝村周一朗・鷲田周平と改名を賭けた3WAYマッチに勝利。（勝村のニンジャチョークで鷲田がギブアップ、その勝村を春日が体固めで押さえ込む）勝村周一朗を「勝崎周之助」鷲田周平を「桜井鷲[11]」自らを「春見沢萌彦」と改名し、「THE HALFEE(ジ・ハルフィー)を結成。
- 2月2日、ガンバレ☆プロレス王子Basement MON☆STAR大会において、王者 ガンぽちゃ軍（大家健・今成夢人・ミス・モンゴル）vs THE HALFEE（春見沢萌彦・勝崎周之助・桜井鷲）のGWC認定６人タッグ選手権試合。18分43秒、桜井鷲が今成夢人に片エビ固めで抑え込まれ敗れる。（第22代王者組は初防衛に成功）
- 2月24日、PURE-J板橋グリーンホール大会において、デイリースポーツ認定女子タッグ選手権。16分10秒真琴が逆エッヂ直伝スピアから体固めで谷ももを抑え込み3度目の防衛。（対戦相手はライディーン鋼・谷もも）
- 6月28日、PURE-J板橋グリーンホール大会において、デイリースポーツ認定女子タッグ選手権。21分24秒春日がマリ卍から79.5MHzでギブアップを奪い4度目の防衛。（対戦相手は勝愛実・マリ卍）
- 8月10日、PURE-J後楽園ホール大会において、デイリースポーツ認定女子タッグ選手権。17分31秒中森が春日を片エビ固めで押さえ5度目の防衛失敗。（対戦相手は中森華子・山下りな 第25代王者となる。）
- 9月12日、ガンバレ☆プロレス板橋グリーンホール大会において、王者 ガンぽちゃ軍（大家健・今成夢人・ミス・モンゴル）vs THE HALFEE（春見沢萌彦・勝崎周之助・桜井鷲）のGWC認定６人タッグ選手権試合。17分5秒、勝崎周之助が今成夢人よりPKからのエビ固めで勝利。第23代王者となる。
- 10月6日、ガンバレ☆プロレス後楽園ホール大会において、王者 THE HALFEE（春見沢萌彦・勝崎周之助・桜井鷲）vs挑戦者 朱崇花・新納刃・冨永真一郎のGWC認定６人タッグ選手権試合。10分49秒、春見沢萌彦が冨永真一郎をチャカチャカで下し王者組が初防衛に成功。試合後春日が朱崇花が戴冠している「FMW認定インディペンデント・ワールド・世界ジュニアヘビー」のベルトに挑戦表明。
- 11月23日、ガンバレ☆プロレス板橋グリーンホール大会において、王者 朱崇花vs挑戦者 春日萌花の FMW認定インディペンデント・ワールド・世界ジュニアヘビー級選手権試合。16分15秒、朱崇花の変形キャプチュードバスターで敗れる。（朱崇花は2度目の防衛）
- 12月13日、PURE-J後楽園ホール大会において、PURE-J認定無差別級選手権。23分09秒Leonのエアレイドクラッシュで敗れる。（Leonは3度目の防衛）

2021年
- 1月17日、ガンバレ☆プロレス大阪市平野区民ホール大会において、まなせゆうなの希望により急遽 王者 THE HALFEE（春見沢萌彦・勝崎周之助・桜井鷲）vs挑戦者ぽっちゃり女子東西連合軍（空牙・今成夢人・まなせゆうな）のGWC認定６人タッグ選手権試合。9分37秒、勝崎周之助がまなせゆうなから飛びつき腕ひしぎ逆十字固めで勝利。2度目の防衛成功。
- 2月7日、ガンバレ☆プロレス北沢タウンホール大会において、王者 THE HALFEE（春見沢萌彦・勝崎周之助・桜井鷲）vs挑戦者 DREAMS HARU TRUE（石井慧介・岩崎孝樹・HARUKAZE）GWC認定６人タッグ選手権試合。17分05秒、桜井鷲が石井慧介から両腕極めドライバーで敗れ3度目の防衛失敗。（DREAMS HARU TRUEが第24代王者となる。）
- 3月27日、秋田県大館市で「御成座プロレス」に参戦。竹田誠志と組んで葛西純・松本都組（385都猿気違's（サンハチゴ・ ミャンキーズ））とソーシャルディスタンス式ストリートタッグマッチで対戦。勝利する。
- 5月29日、ガンバレ☆プロレス東京・王子Basement MON☆STAR大会において、王者 朱崇花・新納刃・冨永真一郎 vs 挑戦者 THE HALFEE（春見沢萌彦・勝崎周之助・桜井鷲）のGWC認定６人タッグ選手権試合。28分26秒、勝崎周之助が冨永真一郎からニンジャチョークで勝利。THE HALFEEが第26代王者組となる。（朱崇花組は3度目の防衛に失敗）
- 6月13日、TTTプロレス新宿FACE大会において、王者 THE HALFEE(春見沢萌彦・勝崎周之助・桜井鷲) vs 挑戦者 真GUTS軍(ガッツ石島・ツトム オースギ・バナナ千賀)のGWC認定6人タッグ選手権試合。15分15秒、桜井鷲がガッツ石島からのゴーストバスターで敗れ初防衛失敗。(真GUTS軍が第27代王者となる。)
- ６月27日、ガンバレ☆プロレス東京・板橋グリーンホール イレイザーヘッド2021大会において、勝崎・春日組（春勝蹴闘（しゅんかしゅうとう））vs 石井・HARUKAZE組（HARUKAZE興業）第一回ガンプロミックスト・タッグトーナメント決勝戦。18分25秒、春日がHARUKAZEを抑え込み初代王者となる。
- 8月14日、東京・王子Besement MON☆STAR大会において、勝村周一朗・春日萌花 vs タノムサク鳥羽・松本都 のガンプロミックスト・タッグトーナメント優勝のご褒美マッチ。12分56秒、春日が松本から片エビ固めで勝利。
- 9月25日、東京後楽園ホール大会において、THE HALFEE(春見沢萌彦・勝崎周之助・桜井鷲) vs ロッキー川村2・島谷常寛・青木いつ希組の桜井鷲休業前ラストマッチ。8分4秒、桜井が島谷に変形キャメルクラッチで敗れる。

2022年
- 1月8日、東京・北沢タウンホールにおいて、「春日萌花プロデュース興行～雨のちパラダイス2022～」を開催。自身は真琴・チェリーと組み、まなせゆうな・山下りな・倉垣翼組と対戦。17分17秒、まなせゆうなの片エビ固めで敗れる。
- 7月10日、ガンバレ☆プロレス東京・大田区総合体育館WRESTLE SEKIGAHARA大会において、渡瀬瑞基＆春日萌花＆冨永真一郎 vs Eruption(坂口征夫＆赤井沙希＆岡谷英樹)。15分22秒、渡瀬が坂口を片エビ固めで押さえ込み勝利する。

2023年
- 6月3日、東京・高島平区民館大会において、春日萌花・HARUKAZE・長谷川美子vs網倉理奈・YuuRi・リアラの春日萌花休業前ラストマッチ。11分31秒、YuuRiをダイビング・フットスタンプからの片エビ固めで抑え込み勝利する。その後急遽行われたバトルロイヤルでも5分27秒、リアラを横入り式エビ固めで抑え込み勝利する。

2024年
- 4月27日、東京・北沢タウンホール大会において、7月15日高島平大会での復帰を発表する。
- 7月15日、東京・高島平区民館大会において、勝村周一朗・YuuRi vs 伊東優作・春日萌花の春日萌花復帰戦。12分9秒、春日萌花がYuuRiのジャーマン・スープレックス・ホールドで敗れる。試合終了後、ガンバレ☆プロレス所属になることを表明する。
- 11月3日、大阪・176BOX大会において、春日萌花・まなせゆうな vs HARUKAZE・YuuRi。11分7秒、まなせがHARUKAZEをラリアットで沈める。春日、復帰後初勝利を飾る。
- 11月17日、東京・新宿FACEに大会において、PSYCHO・春日萌花vsブラックメンソーレ・HARUKAZE。12分28秒、春日がHARUKAZEから79.5MHz.2.0（仮）でギブアップを奪い復帰後初自力勝利を飾る。
- 11月24日、DDTプロレス 福島・トヨタクラウンアリーナサブアリーナ「ゴージャスナイト」大会おいて、彰人・春日萌花vs大鷲透・平田一喜。開始6秒彰人が平田からアンクルホールドで勝利する。再試合で8分32秒、春日が平田をチャカチャカで抑え込み勝利する。
- 12月22日、PURE-J 東京・板橋グリーンホール大会において大空ちえvs春日萌花のシングルマッチ。10分55秒、変形エビ固めで勝利する。復帰後初シングル勝利を飾る。

2025年
- 2月11日、東京・新木場1stリング 春日萌花デビュー20周年記念大会「レディ・バード2025」大会において、春日萌花vs中森華子のシングルマッチ。16分07秒、中森の破天荒からのエビ固めで敗れる。
- 3月9日、PURE-J 東京・亀アリーナ 中森華子プロデュース～可愛Eを通り越して可愛F大会において、中森華子＆Leon vs 春日萌花＆久令愛の 佐久間テクニカプレゼンツ～ロックンロールは鳴り止まないっ！！～タッグマッチ。15分38秒 中森のシャイニングフラワーで敗れる。
- 4月19日、東京女子プロレス 東京・神田明神文化交流館presnuts そんなこんなの日本です大会において、本来渡米し試合をする予定であった原宿ぽむが渡米できなくなり、渡米出来ない代わりに急遽この大会に参戦が決まり、その対戦相手としてこちらも急遽参戦となり対戦する。
- 7月20日、PURE-J 新木場1stリング大会において、デイリースポーツ認定女子タッグ選手権 Leon＆米山香織vs春日萌花＆まなせゆうな。15分4秒、春日がLeonをHaruhi’s Rainbowで抑え込み第38代王者となる。
- 8月11日、PURE-J 後楽園大会において、(株)イーキューブ＆カラオケ愛夢プレゼンツ デイリースポーツ認定女子タッグ選手権 春日萌花＆まなせゆうなvs＆中森華子＆小林香萌。14分20秒、春日が中森に路上で抑え込まれ王者陥落。中森＆小林が第39代王者となる。

## 得意技
- 逆さ押さえ込み
- チャカチャカ

逆さ押さえ込みからブリッジで固める
- ハル風
- ハルヒーアタック

ジャンピング式のコーナースプラッシュ。
- お嬢さま固め
- お嬢さまドロップ
- お嬢さまクラッチ
- ダイビングフットスタンプ
- クリスト
- 西高東低冬型クラッチ

2015年11月20日の新木場大会で初公開した、クロスアーム式ジャックナイフ固め。
- 極楽固め
- 79.5MHz

相手の片腕を両手で引っ張りで首を絞める変形極楽固め。
- 寒の戻り

倒れた相手を正面からクロスアームで押さえつけるエビ固め
- 可視光線

モダンタイムスからの首固め
- エグい技（仮）

正面から相手の両腕を両手で掴み、そのまま背中合わせになるように回転し、相手を引っ張り上げてクロスアームのゴリースペシャルのような形から、自身が勢いよく両膝をついて相手の首を締めつつ自身の肩に打ち付ける。

## タイトル歴
- 初代アジアパシフィック女子王座
- 第2代TLW世界女子ヤングタッグ王座（パートナーは大畠美咲）
- 第777、808、1023代アイアンマンヘビーメタル級王座
- 第24、38代デイリースポーツ認定女子タッグ王座（パートナーは真琴→まなせゆうな）
- 第23、26GWC認定６人タッグ王座（パートナーは勝崎周之助・桜井鷲）
- SET UP 24/7選手権

## 入場テーマ曲
- HAPPY（オリジナル）
- ドラゴンクエストのテーマ
- マジックナンバー（坂本真綾）

## ラジオ

### はるひ萌花にょ「アニメは国技です！」
ポッドキャスト配信サイトのラジオデイズで、2010年8月18日から27回配信されたポッドキャスト番組。この番組のイベントが2010年12月21日に銀座のライブハウスで行われた。タイトルは「はるひ萌花にょ『銀座国際はるひ祭』 」このイベントはラジオディズが主催しその他の出演は大滝詠一、東京ポッド許可局が日替わりで開催した。

## 落語
亭号は三遊亭萌花を名乗っていたが、師匠である6代目三遊亭圓雀（5代目三遊亭春馬改め）の師匠に当たる三遊亭小遊三から「素人さんに『三遊亭』を名乗らせるのはNG」と言われ、今は「春日亭萌花」を名乗っている（「かすがてい」ではなく「はるひてい」。「かすが」と名乗らないのは、試合中にピンクのベストを着せられて「オードリーの春日」といじられたくないから。）。素人弟子となってはいるが、自ら創作落語を手掛け処女作のコーチ屋は師匠の三遊亭圓雀が初演、また師匠と二人会を催している。

## 気象予報士
2014年10月に気象予報士試験に合格、プロスポーツ選手としては初の合格者である。2011年3月11日に発生した東日本大震災を全日本プロレス石巻大会に参戦する際に仙台で被災したことが受験の動機で、3年半の勉強の末に合格。

## 出演・執筆等

### 写真集
- 「Dreamin」（日本スポーツ出版社）※撮影は加納典譲、DVD付。
- 女子プロレス エロカワ主義II（2012年)
- 装鋼麗女・至（2014年)（ベースボールマガジン社）

### テレビ出演
- 天才てれびくんMAX（NHK教育テレビ）（2007年 - ）
- シルシルミシル（テレビ朝日、2010年1月27日）
- 時々迷々 「最後のウソ」（NHK教育、2010年2月）
- 夕なび 「地域応援プロジェクトガッつうー！（ナレーション）」（JCOM神奈川地域、2014年7月 - ）
- 奇跡体験！アンビリバボー（フジテレビ、2016年9月10日〜）アニマル映像SPレギュラー　ナレーション[13]

### アニメ出演
- 燃える仏像人間（2013年） - ボサコ 役

### 吹き替え作品
- リアルスピード
- ゾンビ大陸アフリカン
- THE DEBT
- ドラゴン&スオード
- 「UNIT7 ユニット7/麻薬取締第七班」

### ラジオ出演
- ラジプロ!（北海道放送　2006年–）
- A&G 超RADIO SHOW〜アニスパ!〜（文化放送、2008年10月11日より不定期出演[注 1]）
- 鷲崎健の超ラジ!（超!A&G+、2008年11月8日ゲスト）
- FANTASY RADIO（NACK5、2015年4月3日 - ）

### インターネットテレビ
- 萌える!お嬢様伝説 バトルプリンセス（GyaO、放送終了）
- お願いランキング#AbemaTV（2017年2月17日、AbemaTVスペシャル2）[14] – 美女レスラー対決

### Web配信
- スポニチ公式ニュース（Voicy、2018年2月21日 - 、水曜担当パーソナリティ）[15]

### ナレーション他
- エバラ食品 厨房応援団
- DCMホールディングス Homac
- タカラトミー
- 山日和（スカパー）
- 奇跡体験!アンビリバボー

### 落語
- 三遊亭萌花名義 - 師匠は三遊亭春馬

### CD
- 老人と子供のポルカ - グレート小鹿&春日萌花
- いちご♪あまあま♯♭あなたが好きっ！ Maid inHell Records
- デスかも体操（作詞/作曲今井良晴）キングレコード
- 夏のファンタジー（音楽配信）

### 講演会
- ハムフェア―2015、2017、2019（JARL・総務省）　東京ビッグサイト
- そら博2015（ウエザーニュース）　幕張メッセ

### 雑誌
- 無線誌「月刊ラジオライフ」2016年10月号 - 松田百香によるインタビュー記事